# Joules
Joules é uma empresa britânica de moda que vende roupas, calçados, acessórios e produtos para o lar inspirados nos estilos de vida do país britânico.
A empresa tem uma presença nacional de 99 lojas de varejo em todo o Reino Unido. Os produtos Joules estão disponíveis para compra on-line, através de catálogos de venda e por revendedores de atacado.
Desde 2000, a Joules abriu lojas emblemáticas em Norwich, Cheltenham e York, bem como em destinos de férias costeiras em toda a Grã-Bretanha, como St. Ives, Southwold, Burnham Market e Salcombe. Desde então, a marca se expandiu no exterior com vendas particularmente bem-sucedidas na Alemanha e nos Estados Unidos.

## História
Originalmente criada como Joule & Sons em 1977 por Ian Joule, a empresa foi assumida por Tom Joule em 1989. Em 1994, a Joule & Sons foi nomeada Joules, na época, Tom vendia produtos de outras marcas em feiras. Em março de 1999, Tom vendeu a primeira camisa sob a marca Joules em sua própria barraca na feira.
Em setembro de 2000, Tom abriu a primeira loja Joules em Market Harborough, Leicestershire. Com o surto de febre aftosa em 2001, quase todos os eventos que Tom Joule pretendia realizar foram cancelados. Então, ele decidiu levar as roupas da Joules diretamente aos varejistas que até colaboraram para tornar a marca extensamente disponível e popular. Tom também criou catálogos em 2002 e posteriormente, em 2003, criou um site.
Em 2008, a Joules lançou a Little Joule, projetado para crianças de 2 a 12 anos de idade. Seguindo a popularidade da Little Joule, a Baby Joule foi criada em 2009. No início de 2011, a rede possuía um total de 52 lojas. Atualmente, a empresa tem uma rede de mais de 99 lojas de varejo.